# دهستان خفرک علیا
دهستان خفرک علیا نام دهستانی در بخش سیدان شهرستان مرودشت، استان فارس در ایران است. براساس سرشماری مرکز آمار ایران در سال ۱۳۸۵، جمعیت آن ۹۹۸۷ نفر (۲۶۲۱ خانوار) بوده‌است.